# Maciuny (rejon solecznicki)
Maciuny (lit. Maciūnai) − wieś na Litwie, w gminie rejonowej Soleczniki, 2 km na południe od Butrymańców, zamieszkana przez 16 ludzi. Przed II wojną światową w Polsce, w powiecie lidzkim województwa nowogródzkiego.